# NCAA Football 12
NCAA Football 12 é um jogo eletrônico de futebol americano criado pela EA Sports e desenvolvido pela EA Tiburon. Foi lançado em 12 de julho de 2011 para PlayStation 3 e Xbox 360. A demonstração foi lançada em 28 de junho do mesmo ano.